# Ібрагім Джума
Ібрагім Джума (англ. Ibrahim Juma; нар. 6 травня 2004, Уганда) — угандійський футболіст, лівий захисник львівського «Руху».

## Клубна кар'єра
Вихованець угандійського клубу «Кампала Сіті Каунсіл». З кінця вересня 2022 року по кінець червня 2023 року виступав в оренді за молодіжну команду «Леганеса». На початку липня 2023 року іспанський клуб продовжив оренду з угандійцем, після чого був переведений до резервної команди. Дебютував за «Леганес Б» 7 січня 2024 року в програному (0:1) виїзному поєдинку 15-го туру 7-ї групи Терсери проти третьої команди мадридського «Реалу». Ібрагім вийшов на поле в стартовому складі, а на 67-й хвилині його замінив Руді. У другій половині сезону 2023/24 років виходив на футбольнк поле в 7-ми поєдинках іспанської Терсери. На початку вересня 2024 року повернувся до «Кампала Сіті Каунсіл».
21 березня 2025 року уклав довгостроковий контракт з «Рухом». Вперше до заявки львівського клубу потрапив 29 березня 2025 року на програний (0:2) домашній поєдинок 22-го туру Прем'єр-ліги України проти київського «Динамо», але просидів усі 90 хвилин на лаві запасних.

## Кар'єра в збірній
У футболці юнацької збірної Уганди (U-17) дебютував 14 квітня 2019 року в програному (0:1) поєдинку 1-го туру юнацького Кубку африканських націй (U-17) проти юнацької збірної Анголи (U-17). Ібрагім вийшов на поле в стартовому складі, на 36-й хвилині отримав жовту картку, а на 88-й хвилині отримав другу жовту картку й залишив футбольне поле. Загалом на вище вказаному турнірі провів 2 поєдинки.
У складі молодіжної збірної Уганди дебютував 20 лютого 2023 року в переможному (2:1) поєдинку групи B проти молодіжної збірної ЦАР. Джума вийшов на поле в стартовому складі та відіграв увесь матч, а на 76-й хвилині отримав жовту картку. У складі угандійської молодіжки зіграв 3 поєдинки на молодіжному Кубку африканських націй.
У футболці національної збірної Уганди дебютував 21 вересня 2022 року в нічийному (0:0) виїзному товариському поєдинку проти Лівії. Ібрагім вийшов на поле на 15-й хвилині замість травмованого Роджерса Мато.